# John Aniston
John Anthony Aniston, nato Yannis Anastassakis (in greco: Γιάννης Αναστασάκης) (La Canea, 24 luglio 1933 – Los Angeles, 11 novembre 2022), è stato un attore greco naturalizzato statunitense, conosciuto soprattutto per aver interpretato a lungo il ruolo di Victor Kiriakis nella soap opera Il tempo della nostra vita.

## Biografia
Nato sull'isola di Creta, si trasferì negli Stati Uniti con la famiglia quando aveva due anni. Si stabilirono tutti in Pennsylvania e precisamente a Chester.
La sua carriera iniziò nel 1962 con la partecipazione a un episodio della serie incentrata su 87º Distretto.
Nel 1970 fece per la prima volta parte del cast della soap opera Il tempo della nostra vita (Days of Our Lives) interpretando il Dr. Eric Richards per undici episodi.
Rientrerà nel cast de Il tempo della nostra vita nel 1985 interpretando il personaggio di Victor Kiriakis fino al 2022 per oltre 2800 episodi.
Nel 2017 venne candidato al "Daytime Emmy Award for Outstanding Supporting Actor in a Drama Series". Nell'aprile 2022 ricevette il premio alla carriera "Daytime Emmy Lifetime Achievement Award".
Si è spento l'11 novembre 2022, all'età di 89 anni.

## Vita privata
Ebbe una figlia, l'attrice Jennifer Aniston, nata nel 1969 e frutto del suo primo matrimonio con l'attrice Nancy Dow (1936-2016) con cui fu sposato dal 1965 al 1980; ed un figlio, Alexander, avuto dalla sua seconda moglie Sherry Rooney, che aveva sposato nel 1984.

## Filmografia parziale

### Cinema
- Strano incontro (Love with the Proper Stranger), regia di Robert Mulligan (1963) - non accreditato
- The Shakiest Gun in the West, regia di Alan Rafkin (1968) - non accreditato
- Da tre a zero (Return to Zero), regia di Sean Hanish (2014)

### Televisione
- 87ª squadra (87th Precinct) (1962)
- Combat! (1964)
- Le spie (I Spy) (1967)
- Il virginiano (The Virginian) (1968)
- Missione impossibile (Mission: Impossible) (1969)
- Il tempo della nostra vita (Days of Our Lives) (1970; 1985-2022)
- Quella strana ragazza (That Girl) (1970)
- Kojak (1974)
- Love of Life (1975-1978)
- Aspettando il domani (Search for Tomorrow) (1979-1984)
- Airwolf (1985)
- Il ritorno dei Titani (Inhumanoids) (1986)
- Un detective in corsia (Diagnosis: Murder) (1997)
- Fired Up (1997)
- L.A. Heat (1999)
- Star Trek: Voyager (2001)
- West Wing - Tutti gli uomini del Presidente (The West Wing) (2002)
- Una mamma per amica (Gilmore Girls) (2002)
- American Dreams (2004)
- Journeyman (2007)
- La peggiore settimana della nostra vita (Worst Week) (2008)
- Cold Case - Delitti irrisolti (Cold Case) (2009)
- Mad Men (2010)

## Doppiatori italiani
Nelle versioni in italiano delle opere in cui ha recitato, John Aniston è stato doppiato da:
- Claudio De Davide in Aspettando il domani
- Franco Vaccaro in Il tempo della nostra vita
- Luciano De Ambrosis in Cold Case - Delitti irrisolti
- Pieraldo Ferrante in Mad Men